# Lohärads kyrka
Lohärads kyrka är församlingskyrka i Lohärads församling i Uppsala stift. Kyrkan ligger i Lohärad omkring tolv kilometer nordväst om Norrtälje.

## Kyrkobyggnaden
I sin nuvarande form består kyrkan av rektangulärt långhus med ett rakt avslutat kor i öster som är smalare än långhuset. Norr om koret finns en vidbyggd sakristia. Ett smalare vapenhus finns vid långhusets västra kortsida. Kyrkobyggnaden har en stomme av natursten och vitputsade väggar. Kyrkorummets stora rundbågiga fönsteröppningar har karmar med trebrutna överstycken. Samtliga byggnadsdelar täcks av sadeltak, förutom vapenhuset som täcks av ett valmat tak. Ingången är belägen i vapenhusets södra vägg.

### Tillkomst och medeltida ombyggnader
Ursprungliga kyrkan från första delen av 1200-talet bestod av långhus med smalare, rakt avslutat kor i öster och ett smäckert torn i väster. Ingången fanns i långhusets södra vägg. I samma vägg fanns två smala, höga fönster av 1200-talstyp. Under slutet av 1200-talet uppfördes en sakristia invid korets norra vägg. Sakristians innertak försågs med ett kryssvalv av stenflis. Kyrkorummet saknade från början valv, men hade möjligen ett platt trätak. Under 1400-talet tillkom nuvarande tegelvalv i långhuset och södra väggens fönster kom att skymmas av de väggpelare och sköldbågar som bär valven. Ena fönstret murades igen och andra fönstret flyttades något. Vidare uppfördes ett vapenhus framför södra ingången.

### Ombyggnader efter medeltiden
Någon gång på 1670-talet eller möjligen något tidigare rasade kyrktornet som föll i sydöstlig riktning och krossade vapenhuset och västra långhusvalvet. Ett nytt vapenhus i väster byggdes upp av tornets nedre delar. Gamla vapenhuset revs antagligen på 1680-talet och av detta återstår bara några grundstenar som är dolda av grus. 1761 avlägsnades triumfbågsmuren mellan kor och långhus, och korets tak försågs med ett tunnvalv av tegel.

## Exteriör och interiör
Kyrkans exteriör har varit tämligen oförändrad sedan slutet av 1600-talet. Nuvarande stora och rundbågiga fönsteröppningar tillkom vid en renovering 1875 - 1876.
Interiören präglas främst av 1700-talets inredning samt av en restaurering utförd 1928 - 1929 under ledning av arkitekten Ärland Noreen. Bland annat lät man då ta fram och konservera resterna av senmedeltida kalkmålningar. De fragmentariska målningarna som innehåller några figurscener. Målningen i koret skildrar Jesu dop. Långhusets södra vägg har ett målat konsekrationskors från 1200-talet.

## Inventarier
- Dopfunten är troligen från 1200-talet. Dess cuppa och skaft är av täljsten medan dess fot är av sandsten. Tillhörande dopfat av silver är inköpt 1964 och är tillverkat av Erling Ahlén i Stockholm.
- Vid korets norra vägg finns en träskulptur som är ett svenskt arbete från 1400-talet.
- Altaret med skulpterade ornament är tillverkat 1762 av N.J. Dahlström i Norrtälje.
- Altarprydnaden är ett krucifix av försilvrat trä som är omgivet av ett ramverk av förgyllt trä. Ramverket i senbarock har tidigare varit sänghimmel till en praktsäng från 1600-talet. Ramen pryds av små putti som inte är några änglabarn utan amoriner beväpnade med svärd och pilkoger.
- Nuvarande predikstol tillkom 1762 efter att muren mellan kor och långhus öppnats upp. Tillhörande timglas är från 1771 och skänkt av Carl Oxenstierna.
- En sextonarmad ljuskrona är från 1771. En åttaarmad ljuskrona är tidigast omnämnd i en inventarieförteckning från 1713. En liten sexarmad ljuskrona är omnämnd som trasig både 1713 och 1852. En fjärde ljuskrona i empir med glasprismor på mässingsställning är skänkt till kyrkan 1819.
- Två mässhakar av svart sammet och silverbroderier bär årtalen 1774 respektive 1792.
- Av två nummertavlor är den ena skänkt runt 1750 av sockenbor, medan den andra är en kopia från 1800-talet.
- I sakristian finns fyra stolar av 1600-talstyp.
- I tornvinden förvaras en straffstock från 1767 och en pliktpall från år 1800.

### Orgel
- 1869 fanns en orgel med 6 stämmor som var över 100 år gammal.
- Den nuvarande orgeln byggdes 1877 av P L Åkerman & Lund, Stockholm och köptes in 1876. Den har tio stämmor en manual och pedal. Orgeln är mekanisk med slejflåda och har ett tonomfång på 54/27.

| Manual              | Pedal   | Koppel |
| Borduna 16´ B/D     | Bihängd | Man 4' |
| Principal 8'        |         |        |
| Flûte Harmonique 8' |         |        |
| Salicional 8'       |         |        |
| Rörfleut 8'         |         |        |
| Octava 4'           |         |        |
| Echo Fleut 4'       |         |        |
| Qvinta 3'           |         |        |
| Octava 2'           |         |        |
| Trumpet 8' B/D      |         |        |

## Omgivning
På ett gärde sydost om kyrkan står en klockstapel. På samma plats fanns en gillestuga ända in på 1600-talet. En klockstapel fanns i Lohärad redan på 1630-talet. På 1830-talet ville församlingen bygga en ny klockstapel, men enligt en förordning från Kunglig Majestät skulle man undvika att bygga nya klockstaplar. 1838 lät allmogebyggmästaren Olof Hedlund grundligt reparera och bygga om den gamla stapeln så att man i praktiken fick en ny stapel. I stapeln hänger två kyrkklockor. Storklockan är omgjuten flera gånger och göts om senast 1949 av Bergholtz klockgjuteri. Lillklockan skänktes 1753 av klockaren Anders Gillberg och tillverkades samma år av Gerhard Meyer.
Kyrkogården hade från början sin största utsträckning mot norr, vilket är ovanligt eftersom norra sidan av hävd var ett vanryktat ställe. 1885 utvidgades kyrkogården åt söder och 1939 åt väster.
Vid kyrkomuren står runstenen U 567.

## Bildgalleri

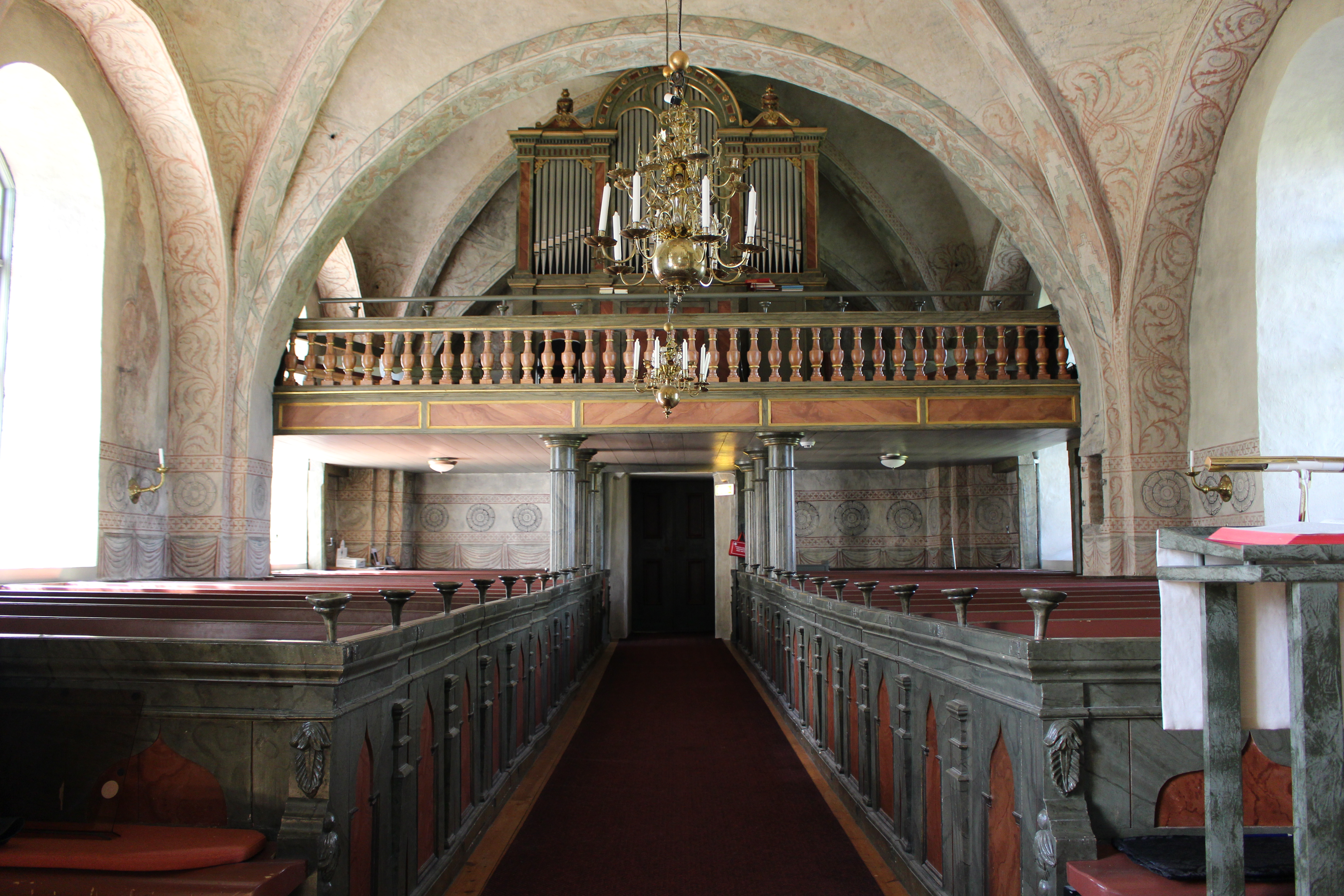
Kyrkorum mot väster
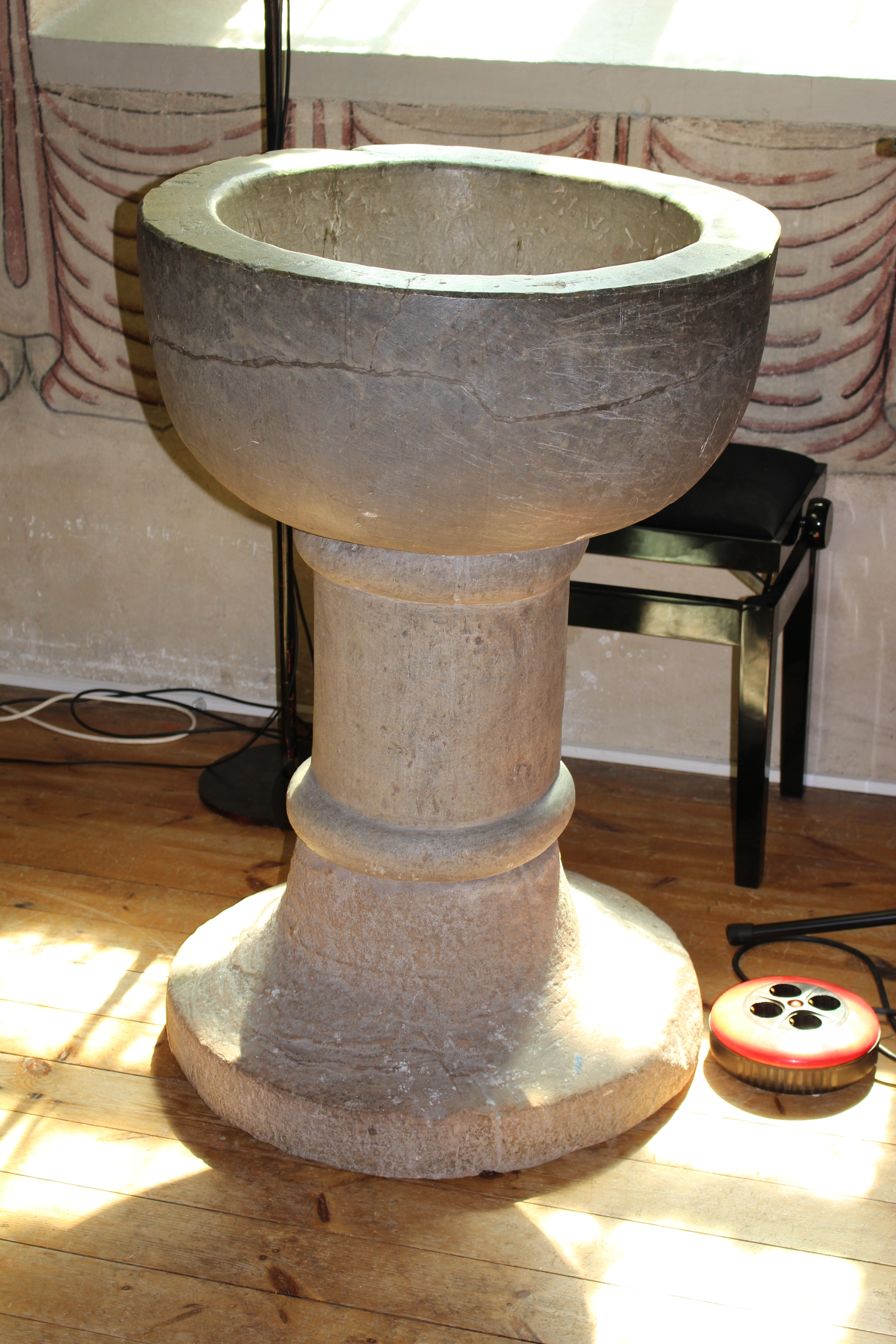
Dopfunt
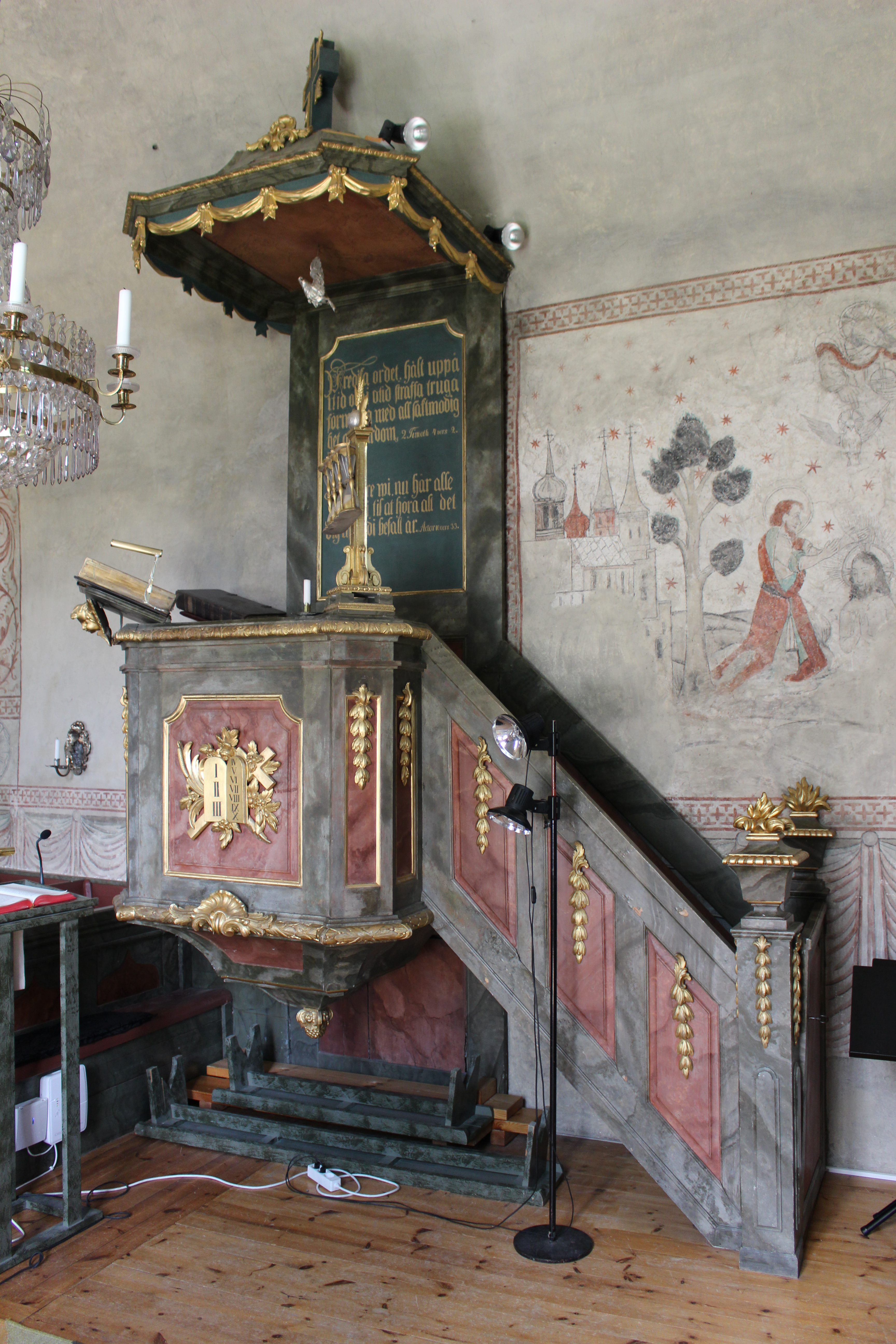
Predikstol
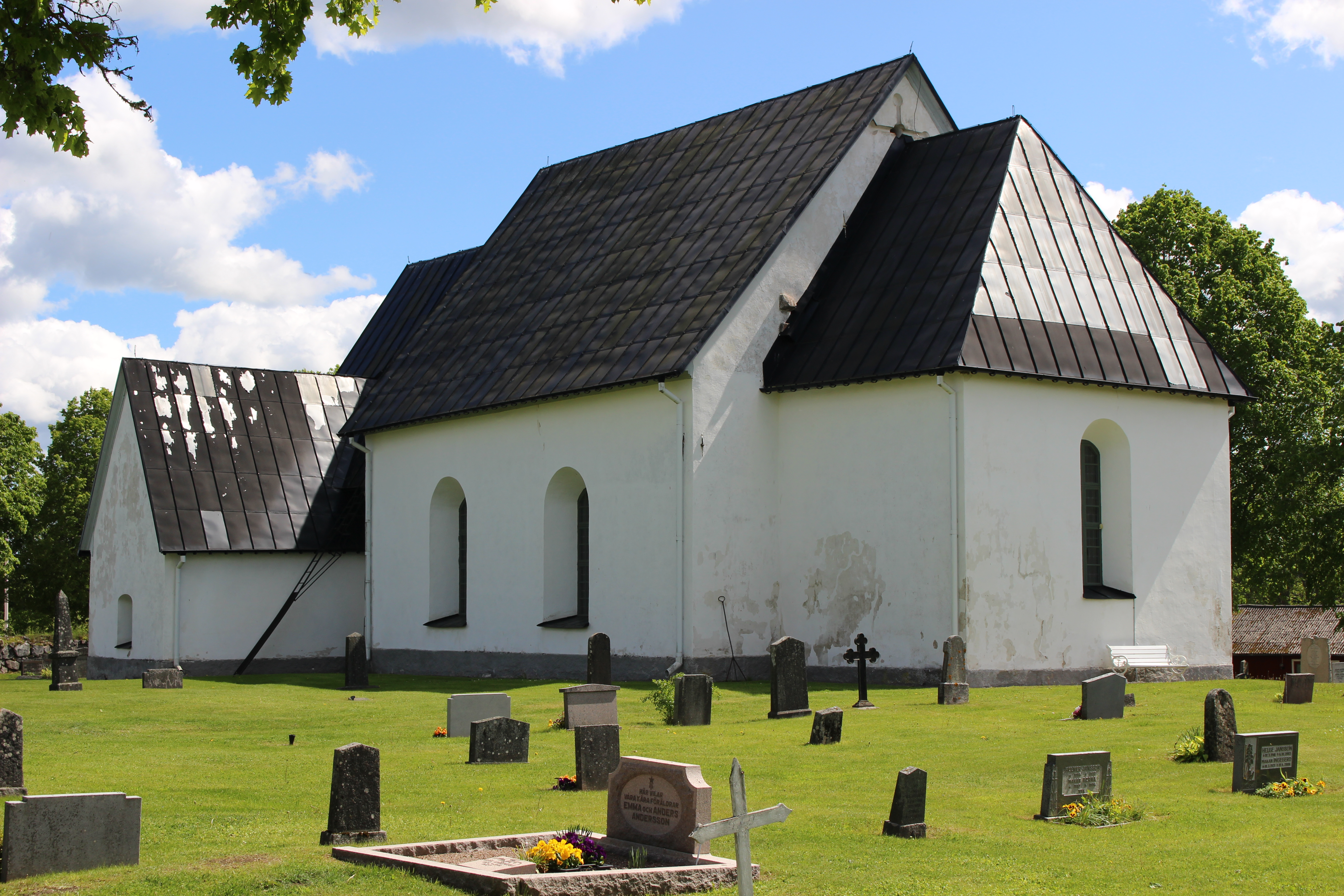
Kyrkan från nordväst
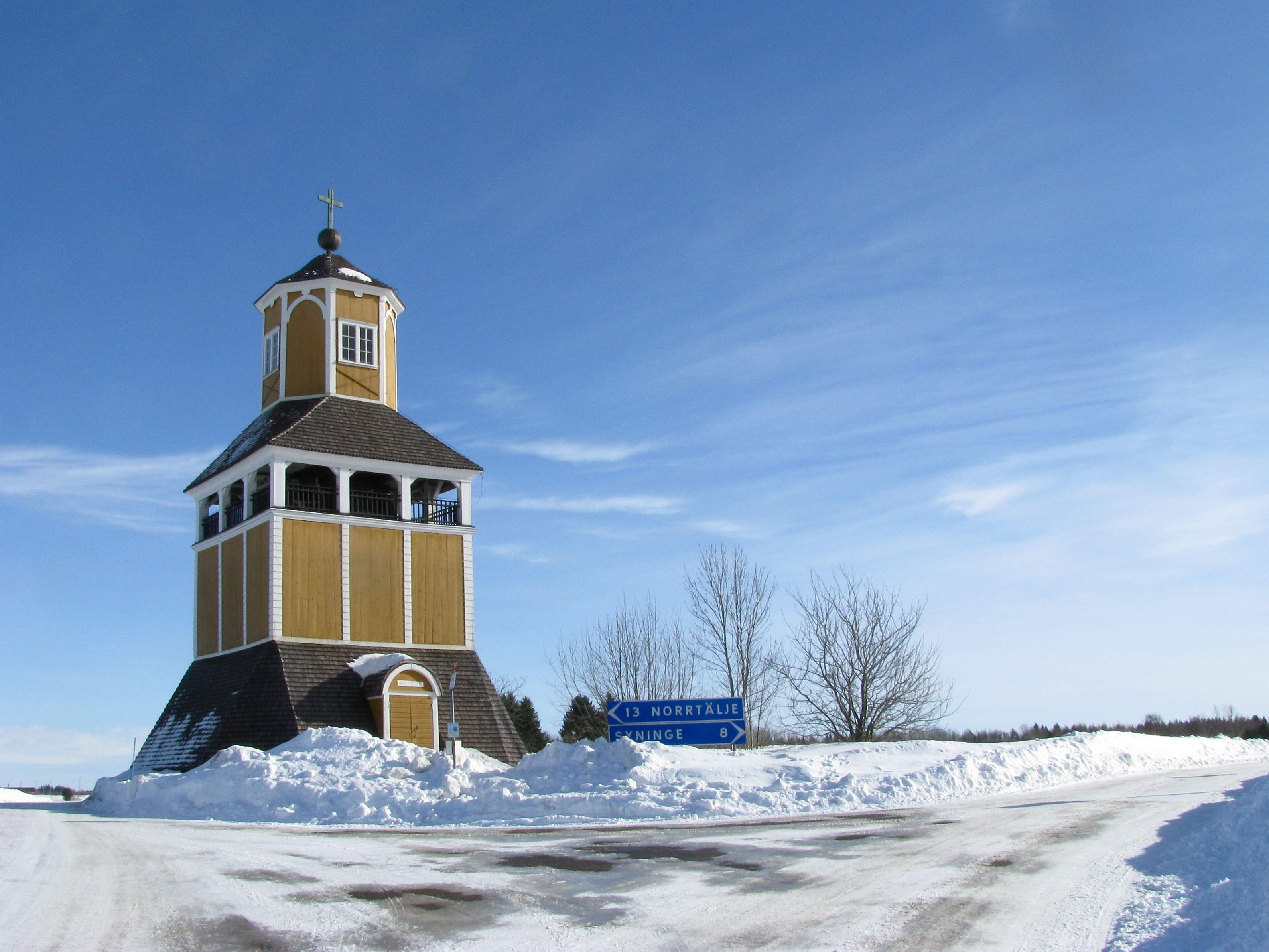
Klockstapel sydost om kyrkan

### Webbkällor
- byggnadspresentation
- Roslagens östra pastorat informerar om kyrkan
- Orgelanders